# Show Me What You Got
«Show Me What You Got» es el primer sencillo del álbum Kingdom Come de Jay-Z, lanzado durante el último cuarto del 2006.
La canción fue producida por Just Blaze y contiene muestras de "Show 'Em Whatcha Got" de Public Enemy con la voz de Flavor Flav. El saxofón predomina a lo largo de la pista.
"Show Me What You Got" debutó en el número 20 en el Billboard Hot R&B/Hip-Hop Songs, uno de los más grandes debuts en la lista. En el Billboard Hot 100 el sencillo ingresó en la posición 90 en su primera semana, y alcanzó la posición 8.
El sencillo se filtró en Internet el 6 de octubre de 2006, y como resultado fue lanzado oficialmente por Roc-A-Fella Records. Fue lanzado en el Reino Unido el 4 de diciembre de 2006.

## Video musical
El vídeo musical debutó el 16 de octubre de 2006 en MTV y en BET. Es un homenaje a varias escenas famosas de antiguas películas de James Bond, incluyendo:
- Escenas de una carrera automovilística en Mónaco - GoldenEye
- Escenas de una lancha en persecución - The World Is Not Enough
- Escenas de una fiesta en una gran cueva - Sólo se vive dos veces
- Escenas de altas apuestas en un juego de cartas con Jarah Mariano - Casino Royale

## Posicionamiento
| Lista (2006)                  | Mejor Posición |
| ----------------------------- | -------------- |
| EE. UU. Billboard Hot 100     | 8              |
| EE. UU. Hot R&B/Hip-Hop Songs | 3              |
| EE. UU. Hot Rap Tracks        | 4              |
| EE. UU. Pop 100               | 13             |
| Reino Unido                   | 38             |
| Finlandia                     | 5              |
| Nueva Zelanda RIANZ           | 38             |

## Lista de canciones y formatos
Sencillo en CD Británico
1. «Show Me What You Got»
2. «Can't Knock the Hustle» (con Beyoncé)

CD Vinilo Británico
1. «Show Me What You Got» [Edited]
2. «Show Me What You Got» [Explicit]
3. «Show Me What You Got» [Instrumental]